# Lille lappedykker
Lille lappedykker (Tachybaptus ruficollis) er en fugleart i familien lappedykkere. Den er udbredt som ynglefugl i dele af Europa, Afrika og Asien. Fuglen er almindelig i Danmark i sommerhalvåret, men ses sjældent, da den mest holder til i søernes sivbræmmer. Danmark udgør sammen med Sverige nordgrænsen for artens udbredelse i Europa.
Fuglen er delvist trækfugl. En del overvintrer i Danmark, men på grund af deres ringe størrelse kan de have svært ved at overleve hårde vintre. Resten trækker længere ned i Vesteuropa om vinteren.

## Beskrivelse
Fuglen er 23-29 cm lang og er dermed den mindste lappedykker i Europa. Den vejer 125-225 gram og har et vingefang på 40-45 cm. Den kan leve i 10-15 år. Sommerdragten er mørk med sort isse og brune kinder, hals og strube. Ofte har fuglen en tydelig gul mundvig. Vinterdragten er mørk med beige halssider, bryst og flanker. Fuglen dykker ofte, når den forstyrres og kan være under vandet i 25-30 sekunder.
Den yngler i små vandhuller, kanaler og i sivbræmmerne langs søer. Reden bygges af vandplanter og gøres fast til siv eller lignende vandplanter. I maj/juni lægges 4-6 æg, som udruges på 19-25 dage.

## Føde
Dens føde består af snegle, muslinger, krebsdyr, vandinsekter og småfisk, som den dykker efter.